# クイーンズランドの湿潤熱帯地域
クイーンズランドの湿潤熱帯地域（クイーンズランドのしつじゅんねったいちいき）はオーストラリアのクイーンズランド州にあるユネスコの世界遺産（自然遺産）に登録された地帯。

## 概要
クイーンズランドの湿潤熱帯地域は、グレートバリアリーフに沿うように存在する熱帯雨林地帯で、南北に長い。その範囲は700以上の私有地を含めた国立公園や保護区からなり、周辺部には硬葉樹林と沼地、ヒンチンブルック海峡には広大なマングローブもある。
雨林は多くのオーストラリア固有種の植物および有袋類、鳴禽類、コウモリ、げっ歯類、カエル、爬虫類、チョウなどの多数の固有種の動物を抱え、中には絶滅の危機に瀕した種も存在する。特にシダ植物、ソテツ類、南半球の針葉樹、そしてラン科などの陸上植物の進化に関する記録が豊富であり、単位面積あたりの動植物の固有属の数は地球でニューカレドニアに次いで2番目に多い。一帯の植物は224科の3,000種以上があり、うち固有種は576種、固有属は44属、固有科は2科である。107種の哺乳類のうち固有種は11種、固有属は2属、368種の鳥類のうち固有種は11種、113種の爬虫類のうち固有種は24種、51種の両生類のうち固有種は22種である。この地域の代表的な生息種として、飛べない鳥のヒクイドリが挙げられる。
また、現在のオーストラリアの代表的な樹種であるユーカリも、その先祖はこのような熱帯雨林に生息していたが、後は密林の外縁部からより乾燥した環境に拡散したと考えられる。

## 登録された主な地域
- ディンツリー国立公園 (Daintree National Park)
- ブラック・マウンテン国立公園 (Black Mountain National Park)
- バロン渓谷国立公園 (Barron Gorge National Park)
- ウールーヌーラン国立公園 (Wooroonooran National Park)
- セダー・ベイ国立公園 (Cedar Bay National Park)
- カーテン・フィグ国立公園 (Curtain Fig National Park)
- クレーター・レイク国立公園 (Crater Lake National Park)
- タリー渓谷国立公園 (Tully Gorge National Park)
- ギリンガン国立公園 (Girringun National Park)
- パルマ・レンジ国立公園 (Paluma Range National Park)

## 登録基準
この世界遺産は世界遺産登録基準のうち、以下の条件を満たし、登録された（以下の基準は世界遺産センター公表の登録基準からの翻訳、引用である）。
- (7) ひときわすぐれた自然美及び美的な重要性をもつ最高の自然現象または地域を含むもの。
- (8) 地球の歴史上の主要な段階を示す顕著な見本であるもの。これには生物の記録、地形の発達における重要な地学的進行過程、重要な地形的特性、自然地理的特性などが含まれる。
- (9) 陸上、淡水、沿岸および海洋生態系と動植物群集の進化と発達において進行しつつある重要な生態学的、生物学的プロセスを示す顕著な見本であるもの。
- (10) 生物多様性の本来的保全にとって、もっとも重要かつ意義深い自然生息地を含んでいるもの。これには科学上または保全上の観点から、すぐれて普遍的価値を持つ絶滅の恐れのある種の生息地などが含まれる。